# Grundsbach
Der Grundsbach ist ein 4,8 Kilometer langer linker Nebenfluss der Oelze im Thüringer Schiefergebirge.

## Geographie
Die Quelle des Grundsbach befindet sich 648 m ü. NN in der Nähe der Wiegandsmühle westlich von Großbreitenbach. Im weiteren Verlauf fließt er durch das Grundstal vorbei an der Grundsmühle und dem Feriendorf Bad Hundertpfund, bevor er auf Höhe der Leutnantsmühle in die Oelze mündet.